# العباس بن سعيد الجوهري
العباس بن سعيد الجوهري عالم رياضيات من بغداد , كان يعمل في بيت الحكمة , كما عمل لوقت قصير في دمشق حيث سجل ملاحظات فلكية أعظم أعماله هو تعليقه على كتاب العناصر لإقليدس والتي تضمنت 50 فرضية[ ؟ ] إضافية, ومحاولة لإثبات مسلمة التوازي .
- العباس بن سعيد الجوهري، شارك في عام 214 هـ أو 215 هـ / 829 م ـ 830 م في الأرصاد ببغداد ودمشق لصنع الجداول المأمونية.